# سرخ (فیلم ۲۰۰۲)
«سرخ» (تامیلی: ரெட்) یک فیلم است به کارگردانی Singampuli که در سال ۲۰۰۲ منتشر شد. از بازیگران آن می‌توان به پریا جیل اشاره کرد.